# 拉丁頓維爾 (紐約州)
拉丁頓維爾（英語：Ludington）是位於美國紐約州帕特南縣的非建制地區。

## 歷史
拉丁頓維爾的郵局於1854年設立，其後於1914年停運。

## 地理
拉丁頓維爾所處的海拔為高於海平面276米（即906英呎），而該地所採用的時區為UTC-5，即北美东部时区（EST）。同時該地設有夏令時間，為UTC-5調快一小時，即UTC-4（EDT）。